# Payson (Illinois)
Payson – wieś w USA, w stanie Illinois, w hrabstwie Adams. Według spisu z 2000 roku, wioskę zamieszkuje 1 066 osób.

## Geografia
Wioska zajmuje powierzchnię 3 km², całość stanowi ląd.

## Demografia
Według spisu z 2000 roku wioskę zamieszkuje 1 066 osób skupionych w 389 gospodarstwach domowych, tworzących 289 rodzin. Gęstość zaludnienia wynosi 357,9 osoby/km². W wiosce znajdują się 409 budynki mieszkalne, a ich gęstość występowania wynosi 137,3 mieszkania/km². Wioskę zamieszkuje 98,78% ludności białej, 0,09% Afroamerykanów, 0,09% mieszkańców Pacyfiku, 1,03% ludności wywodzącej się z dwóch lub więcej ras. Hiszpanie lub Latynosi stanowią 0,56% populacji.
W wiosce są 389 gospodarstwa domowe, w których 39,8% stanowią dzieci poniżej 18 roku życia żyjących z rodzicami, 61,2% stanowią małżeństwa, 10,8% stanowią kobiety nie posiadające męża oraz 25,7% stanowią osoby samotne. 22,6% wszystkich gospodarstw domowych składa się z jednej osoby oraz 13,1% żyjących samotnie ma powyżej 65 roku życia. Średnia wielkość gospodarstwa domowego wynosi 2,74 osoby, natomiast rodziny 3,24 osoby. 
Przedział wiekowy kształtuje się następująco: 29,9% stanowią osoby poniżej 18 roku życia, 8,4% stanowią osoby pomiędzy 18 a 24 rokiem życia, 31,1% stanowią osoby pomiędzy 25 a 44 rokiem życia, 18,9% stanowią osoby pomiędzy 45 a 64 rokiem życia oraz 11,6% stanowią osoby powyżej 65 roku życia.   Średni wiek wynosi 33 lat. Na każde 100 kobiet przypada 96,7 mężczyzn. Na każde 100 kobiet powyżej 18 roku życia przypada 89,1 mężczyzn.
Średni dochód dla gospodarstwa domowego wynosi 37 321 dolarów, a dla rodziny wynosi 40 789 dolarów. Dochody mężczyzn wynoszą średnio 30 880 dolarów, a kobiet 20 231 dolarów. Średni dochód na osobę w mieście wynosi 14 541 dolarów. Około 7,1% rodzin i 9,3% populacji miasta żyje poniżej minimum socjalnego, z czego 11,6% jest poniżej 18 roku życia i 12,2% powyżej 65 roku życia.

## Historyczne miejsca
- Fall Creek Stone Arch Bridge